# Lee Hyun-wook
Lee Hyun-wook (Hangul: 이현욱, RR: I Hyeon-uk; 17 de junio de 1985) es un actor surcoreano.

## Biografía
Estudió y se graduó del Anyang Arts High School y del departamento de actuación de la Universidad Nacional de Artes de Corea (Korea National University of Arts).
Es amigo de los actores Byun Yo-han, Lee Dong-hwi y Ji Soo.
El 5 de julio de 2021 su agencia confirmó que sus resultados para COVID-19 habían dado negativo. Esto, luego de realizarse una prueba como medida de prevención, después de que la actriz Kim Hee-sun (su compañera en la serie "The Bride of Black") estuviera en contacto con la actriz musical Cha Ji-yeon, quien dio positivo el día anterior.

## Carrera
Es miembro de la agencia Management Air. Previamente fue miembro de la agencia Yuleum Entertainment.
El 13 de marzo de 2016 apareció como invitado durante el cuarto episodio de la serie Mrs. Cop 2, donde dio vida a un detective del equipo de casos abiertos que trata de superar al Equipo Uno de Crime Squad para resolver el caso de un asesino en serie.
En agosto de 2019 se unió al elenco recurrente de la serie Strangers from Hell (también conocida como Hell Is Other People), donde interpretó a Yoo Gi-hyeok, un atractivo residente de ojos grandes pero misterioso y frío que vive en la habitación 302 en el dormitorio Eden.
El 24 de junio de 2020 apareció en la película #Alive, donde dio vida a Lee Sang-chul, un inquilino infectado al que Oh Joon-woo (Yoo Ah-in) deja entrar. En octubre del mismo año se unió al elenco principal de la serie The Search, donde interpretó al soldado Lee Joon-sung, el líder del equipo adjunto de búsqueda de la unidad de la misión especial «Polaris».
El 18 de enero de 2021 se unió al elenco principal de la serie She Would Never Know (también conocida como Sunbae, Don't Put on that Lipstick), donde dio vida a Lee Jae-shin, el líder del equipo de marketing de la marca de cosméticos KLAR, que engaña a su prometida Lee Hyo-joo (Lee Joo-bin), hasta el final de la serie el 9 de marzo del mismo año.El 8 de mayo del mismo año se unió al elenco de la serie Mine, donde interpretó a Han Ji-yong, el esposo de Seo Hee-soo (Lee Bo-young), un hombre que aparenta ser cariñoso pero que en realidad esconde su verdadera y peligrosa personalidad, hasta el final de la serie el 27 de junio del mismo año.
Aunque originalmente se había anunciado su participación en el remake de Bungee Jumping of Their Own donde daría vida a Seo In-woo. En diciembre del mismo año se anunció que la serie había sido cancelada.

## Filmografía

### Series de televisión
| Año     | Título                         | Personaje                  | Notas                            | Ref.          |
| ------- | ------------------------------ | -------------------------- | -------------------------------- | ------------- |
| 2014    | Three Days                     | Socio de Kim Do-jin        | Aparición especial               |               |
| 2014    | Only Love                      | Choi Yoo-bin               |                                  |               |
| 2015-16 | The Dearest Lady (Best Lovers) | Park Byung-gi              |                                  |               |
| 2016    | Mrs. Cop 2                     | Detective                  | Ep. 4 - Aparición especial       |               |
| 2017    | Fake                           | Kim Geun-ho / Kim Geun-bae | Serie web                        |               |
| 2019    | Strangers from Hell            | Yoo Gi-hyeok               |                                  |               |
| 2019    | Pegasus Market                 | Psiquiatra del Grupo DM    | Ep. 10 - Aparición especial      |               |
| 2020    | The Good Detective             | Park Geon-ho               | 3 episodios - Aparición especial |               |
| 2020    | The Search                     | Lee Joon-sung              | 10 episodios                     |               |
| 2021    | She Would Never Know           | Lee Jae-shin               | 16 episodios                     |               |
| 2021    | Mine                           | Han Ji-yong                | 16 episodios                     |               |
| 2022    | Deseos VIP                     | Lee Hyeong-joo             | 8 episodios                      | [ 14 ]        |
| 2023    | Song of the Bandits            | Lee Kwang-il               |                                  | [ 15 ] [ 16 ] |
| 2025    | The Queen Who Crowns           | Lee Bang-won               | 12 episodios                     | [ 17 ] [ 18 ] |
| 2025    | Shark: The storm               | Hyun Woo Yong              | 6 episodios                      |               |
|         |                                |                            |                                  |               |

### Películas
| Año  | Título                  | Personaje     | Notas                                                                               | Ref.   |
| ---- | ----------------------- | ------------- | ----------------------------------------------------------------------------------- | ------ |
| 2000 | Repatriation            | -             | Cortometraje                                                                        |        |
| 2008 | The Camel               | Kang-seok     | Cortometraje                                                                        |        |
| 2010 | Thorn Hearted           | Hombre        | Cortometraje                                                                        |        |
| 2011 | The Out Boxer           | Sang-kyo      | Cortometraje                                                                        |        |
| 2014 | The Target              | Jo Sang-woo   | Junto a Ryu Seung-ryong, Lee Jin-wook, Yoo Jun-sang, Kim Sung-ryung y Cho Yeo-jeong |        |
| 2016 | No Tomorrow             | Seok-hoon     |                                                                                     |        |
| 2020 | Secret Zoo              | Min Chul-hyun | Junto a Ahn Jae-hong, Kang So-ra y Kim Sung-oh - Aparición especial                 | [ 19 ] |
| 2020 | #Alive                  | Lee Sang-chul | Junto a Yoo Ah-in, Park Shin-hye, Oh Hye-won y Jin So-yeon                          |        |
| 2021 | The Policeman's Lineage | -             |                                                                                     |        |
| 2021 | Shark: The Beginning    | -             | Junto a Kim Min-seok, Wi Ha-joon y Jung Won-chang                                   |        |
| 2024 | The Plot                | Wol-cheon     | Junto a Gang Dong-won, Lee Moo-saeng y Lee Mi-sook                                  | [ 20 ] |

### Teatro
| Año           | Título                                | Personaje | Teatro                                    | Notas                                             | Ref.   |
| ------------- | ------------------------------------- | --------- | ----------------------------------------- | ------------------------------------------------- | ------ |
| -             | Sakura                                | -         | -                                         |                                                   |        |
| -             | Red Devil                             | -         | -                                         |                                                   |        |
| 2010          | Die Dreigroschenoper                  | -         | -                                         |                                                   |        |
| 2015          | True West (트루웨스트)                | Austin    | Shinyeon Art Hall                         |                                                   | [ 21 ] |
| 2016          | True West Returns (트루웨스트 리턴즈) | Austin    | Yegreen Theater                           | Junto a Bae Seong-woo, Seo Hyun-woo y Kim Seon-ho | [ 22 ] |
| 2016          | Old Wicked Songs (올드위키드송)       | Stephen   | Dongsung Art Center                       |                                                   |        |
| 2017          | Judo Boy (유도소년)                   | Min-wook  | Suhyeon Theater                           |                                                   |        |
| 2018-19, 2019 | Toc Toc (톡톡)                        | Bob       | Gunpo Culture and Arts Center Azalea Hall |                                                   |        |
| 2019          | The Pride (프라이드)                  | Oliver    | Seoul Art One Theater                     | Junto a Kim Joo-hun                               | [ 23 ] |

### Musicales
| Año | Título     | Personaje | Notas |
| --- | ---------- | --------- | ----- |
| -   | My Rainbow | -         |       |
| -   | Hello      | -         |       |

### Anuncios
| Año | Título            | Notas |
| --- | ----------------- | ----- |
| -   | 다우니            |       |
| -   | 클라우드          |       |
| -   | 결혼정보업체 가연 |       |
| -   | SK매직 식기세척기 |       |
| -   | SK하이닉스        |       |

## Premios y nominaciones
| Año  | Premio                                        | Categoría             | Trabajo                              | Resultado |
| ---- | --------------------------------------------- | --------------------- | ------------------------------------ | --------- |
| 2012 | 10th Asiana International Short Film Festival | Face in Shorts Award  | The Out Boxer                        | Ganó      |
| 2016 | Stagetalk Audience Choice Award               | New Actor Award       | Old Wicked Songs y True West Returns | Ganó      |
| 2019 | 1st OCN Award                                 | The Capability Award  | Strangers from Hell                  | Nominado  |
| 2022 | 58th Baeksang Arts Award                      | Best Supporting Actor | Mine                                 | Pendiente |